# Sint-Jozefkathedraal (Dar es Salaam)
De Sint-Jozefkathedraal (Swahili: Kanisa kuu la Mtakatifu Yosefu; Engels: Saint Joseph's Cathedral) is een rooms-katholieke kerk in de Tanzaniaanse stad Dar es Salaam. Het is de zetel van de aartsbisschop van Dar es Salaam.
De kathedraal is in neo-gotische stijl tussen 1897 en 1902 gebouwd door Duitse missionarissen en werd ingewijd als katholieke kerk in 1905. De ingang van de kerk wordt gevormd door drie spitsboogvormige deuropeningen, elk bekroond met een kruisvormig pinakel. De kerk heeft een toren ten oosten van de ingang. De toren heeft een achtzijdig puntdak dat bedekt is met grijze dakpannen, in tegenstelling tot de andere daken van de kerk die bedekt zijn met rode dakpannen. Centraal boven de ingang is er een roosvenster. Achter het altaar zijn er opvallende glas-in-loodramen.
De kerk bevindt zich aan de Sokoine Drive, aan de haven van Dar es Salaam tegenover de terminal voor de veerboten naar Zanzibar. 